# Лорды-апеллянты

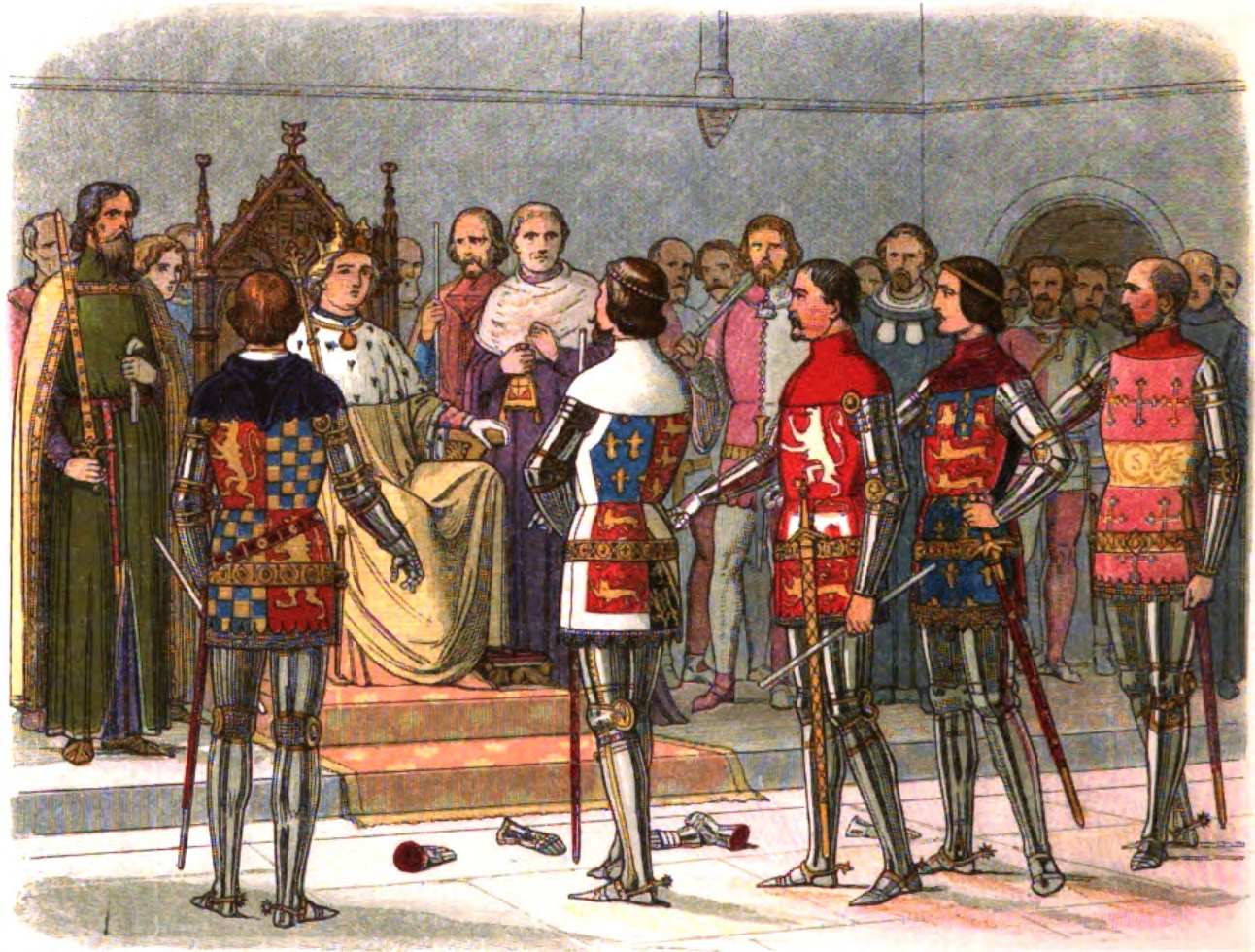
Граф Арундел, герцог Глостер, граф Ноттингем,
граф Уорик и граф Дерби перед королём Ричардом II.
Иллюстрация из «Хроник Англии» (1864 год)

Лорды-апеллянты (англ. Lords Appellant) — лидеры группы влиятельных аристократов, которые фактически захватили власть в Англии в 1388—1397 годах, существенно ограничив власть короля Ричарда II. Название происходит от процедуры апелляции (лат. accusatio), которую лорды, недовольные фаворитами короля, предъявили созданному парламентом «Большому постоянному совету».
Позже двое из лордов-апеллянтов перешли на сторону короля, который в 1397 году расправился с тремя оставшимися — один из которых был убит, другой казнён, а третий изгнан. Позже были изгнаны и остальные. Один из них, Генри Болинброк, в 1399 году вернулся в Англию и сверг Ричарда II, после чего сам короновался под именем Генриха IV.

## Состав
Первоначально в состав входило трое лордов:
- Томас Вудсток (17 января 1355 — 8/9 сентября 1397), герцог Глостерский, один из сыновей короля Эдуарда III и дядя Ричарда II;
- Ричард Фицалан (1346 — 21 сентября 1397), 11-й граф Арундел и 9-й граф Суррей;
- Томас де Бошан (до 16 марта 1339 — 8 апреля 1401), 12-й граф Уорик.

Позже к ним присоединилось ещё 2 лорда:
- Генри Болинброк (3 апреля 1367 — 20 марта 1413), граф Дерби, позже — король Англии (под именем Генрих IV);
- Томас де Моубрей (22 марта 1366 — 22 сентября 1399), 1-й граф Ноттингем, позже — 1-й герцог Норфолк.

## Предпосылки возникновения
21 июня 1377 года умер король Эдуард III. Перед смертью он объявил своим наследником малолетнего внука, Ричарда Бордоского, который был сыном умершего Эдуарда Чёрного Принца, старшего из сыновей Эдуарда III. 16 июля 1377 года Ричард под именем Ричард II был коронован.
Повзрослев, Ричард стал вести себя очень самоуверенно, капризно и эгоистично. При этом он не терпел никаких возражений, которые приводили его в бешенство. Тогда он начинал вести себя крайне оскорбительно, теряя чувство королевского и человеческого достоинства, не гнушаясь брани и оскорблений. Кроме того, он окружил себя алчными и легкомысленными фаворитами, которых больше всего заботило их собственное благосостояние. Для того, чтобы потакать прихотям приближённых, Ричард тратил огромные деньги, которых ему постоянно не хватало. Для покрытия расходов Ричард занимал деньги, а также закладывал драгоценности.
Главным фаворитом Ричарда был Роберт де Вер, 9-й граф Оксфорд. Ведущая роль в управлении Англией принадлежала лорду-канцлеру. Этот пост занимал Майкл де ла Поль, получивший от короля титул 1-го графа Саффолка. Вместе с бывшим наставником Ричарда, сэром Саймоном Берли, они держали в своих руках все нити управления государством. Саймон Берли влиял на короля сначала через Джоанну Кентскую, мать Ричарда, а после её смерти — через королеву Анну. Они доверяли Берли, а Ричард относился к своему наставнику с глубоким почтением.
Кроме того, Англия находилась в состоянии войны с Францией, а эпидемия Чёрной смерти в середине XIV века значительно сократила население. В 1381 году в Англии вспыхнуло крестьянское восстание. Хотя оно и было подавлено, но имело большое значение для дальнейшей истории Англии.

## Мятеж лордов-апеллянтов
1 сентября 1382 года на заседании парламента в Вестминстере лорд-канцлер Майкл де ла Поль, получивший к тому моменту титул графа Саффолка, запросил внушительную сумму для обеспечения обороноспособности Англии. Однако для того, чтобы собрать запрошенную сумму, требовалось повысить налоги, что могло привести к новому восстанию. Кроме того, король даровал Роберту де Веру титул герцога Ирландии, что вызвало возмущение дяди короля — Томаса Вудстока, герцога Глостера. При этом герцог Глостер напомнил королю, что герцогский титул имеют право носить только члены королевской семьи. Кроме того, по закону король обязан созывать раз в год парламент и присутствовать на нём. После того, как Ричард обвинил дядю в подстрекательству к мятежу, тот напомнил, что идёт война, и если король не выгонит своих советников, то парламент может и сместить короля.
Хотя подобное действие было незаконным, но прецедент существовал: в 1327 году был смещён прадед Ричарда, король Эдуард II. Поэтому угроза подействовала, король удовлетворил требование парламента, сместив Саффолка и Фордема. Вместо них были назначены епископы Илийский и Херефордский. Майкл де ла Поль попал под суд, однако вскоре большая часть обвинений была снята.
20 ноября 1386 года на парламентской сессии, вошедшей в историю как «Замечательный парламент» (англ. Wonderful Parliament), был назначил «Большой постоянный совет». Срок действия совета был определён в 12 месяцев. Его целью объявлялась реформация системы управления, стремление покончить с фаворитами, а также принятие всех мер для эффективного противодействия врагам. В состав комиссии было назначено 14 комиссаров. Из них против короля выступали только трое: герцог Глостер, епископ Илийский и граф Арундел. Однако у комиссии оказались настолько широкие полномочия (она получала контроль за финансами, а также должна была распоряжаться большой и малой печатями), что король отказался её признать. Более того, он пошёл на открытый конфликт, назначив стюардом королевского двора своего друга Джона Бошана.
Однако король, проконсультировавшись с судьями во время поездки по Англии в 1387 году, выяснил, что подобные действия являются незаконным. Хотя все судьи поклялись держать свой вердикт в тайне, но герцог Глостер и граф Арундел о нём узнали. После возвращения короля в Лондон в ноябре 1387 года они отказались явиться к Ричарду по его вызову.
Глостер и Арундел, к которым присоединился Томас де Бошан, 12-й граф Уорик, укрылись в Харингее, неподалёку от Лондона. Оттуда они отправились в Уолтем-Кросс (Хартфордшир), куда к ним стали стекаться сторонники. Их количество встревожило короля. Хотя некоторые его фавориты, в особенности архиепископ Йоркский Александр Невилл, настаивали на том, чтобы разделаться с мятежниками, многие члены «Большого постоянного совета» не поддержали их. В результате 8 членов совета 14 ноября отправились к Уолтем, где призвали вождей мятежников прекратить противоборство. Глостер, Арундел и Уорик предъявили апелляцию (лат. accusatio) на действия фаворитов короля — графов Саффолка и Оксфорда, архиепископа Йоркского, верховного судьи Тресилиана и бывшего мэра Лондона сэра Николаса Брембра.
17 ноября лорды-апеллянты встретились с королём в Вестминстер-Холле. Однако они не распускали свою армию и действовали с позиции силы, потребовав от короля ареста фаворитов с их последующим судом на заседании парламента. Король согласился, назначив слушание на 3 февраля 1388 года. Однако он не спешил удовлетворять требования апеллянтов, не желая устраивать суд над своими сбежавшими приближёнными.
Вскоре лорды-апеллянты узнали о том, что король их обманул. Судебные приказы, которые были выпущены от его имени парламенту, призывали всех забыть о раздорах. В итоге апеллянты вновь начали активные действия. При этом к ним присоединилось ещё двое знатных лорда. Одним из них был Генри Болинброк, граф Дерби, сын и наследник Джона Гонта, герцога Ланкастера, дяди короля. Вторым был Томас де Моубрей, 1-й граф Ноттингем и граф-маршал, бывший фаворит Ричарда II, а теперь зять графа Арундела. 19 декабря армия апеллянтов подкараулила возвращавшегося из Нортгемптона графа Оксфорда около Рэдкот Бриджа. Сопровождавшие Оксфорда люди были захвачены, а сам он бежал и затем перебрался во Францию, где и прожил оставшиеся годы своей жизни.
После этой битвы примирения апеллянтов с королём уже не могло быть. После Рождества, в конце декабря армия мятежников подошла к Лондону. Испуганный король укрылся в Тауэре, попытавшись через посредничество архиепископа Кентерберийского вести переговоры с апеллянтами. Однако те на уступки идти не хотели и заявили о возможном низложении короля. Желая любым способом сохранить корону, Ричард сдался. Он издал новые судебные приказы для парламента, а также предписал шерифам задержать пятерых беглецов, доставив их для суда.
3 февраля 1388 года в Уайтхолле Вестминстерского дворца собрался парламент. В центре восседал король, слева от него расположились светские лорды, справа — церковные лорды. На мешке с шерстью располагался епископ Илийский. Эта бурная парламентская сессия вошла в историю под названием «Безжалостный парламент» (англ. Merciless Parliament).
В результате его работы четверо фаворитов короля по обвинениям, выдвинутым апеллянтами, были приговорены к казни. Двое, Оксфорд и Саффолк успели бежать, но Брембр и Тресилиан под нажимом апеллянтов были казнены. Архиепископ Йоркский как духовное лицо сохранил жизнь, но все его владения и имущество были конфискованы. Также было казнено несколько менее знатных соратников короля. Королева Анна умоляла сохранить жизнь Саймону Берли, но безрезультатно. Всего было казнено 8 человек. Кроме того, несколько приближённых короля были изгнаны из Англии.

## Последствия
После того, как парламент был распущен, Ричард в течение года старался вести себя тихо. Всё управление Англией находилось в руках лордов-апеллянтов. Но 3 мая 1389 года Ричард, которому к тому моменту исполнилось 22 года, сообщил совету, что он уже взрослый, не повторит ошибки, совершённые в молодости и поэтому он готов править страной самостоятельно. Апеллянты, решив, что урок король усвоил, позволили королю обрести некоторую независимость, поскольку у них не было желания править за него всю жизнь. Ричарду всё равно полагалось управлять страной через совет. Нуждаясь в поддержке, Ричард попросил о помощи своего дядю Джона Гонта, который жил в Гаскони. Хотя его старший сын был одним из лордов-апеллянтов, Джон Гонт предпочёл во время кризиса остаться в стороне. Теперь же, получив письмо от племянника, решил вернуться. В Англию он прибыл в ноябре 1389 года, став правой рукой короля.
Постепенно влияние лордов-апеллянтов на управление государством снизилось. Кроме того, после удачного похода в Ирландию в 1394—1395 года престиж короля вырос.
В 1397 году отношения Глостера и Арундела с королём окончательно испортились. В феврале они отказались явиться на королевский совет. А в начале июня Глостер на королевском банкете в Вестминстере публично высказал возмущение из-за уступки по условиям 28-летнего перемирия Бреста и Шербура Франции. Вскоре пошли слухи, что Глостер, Арундел и Уорик что-то замышляют против короля. Неизвестно, насколько слухи правдивы, но Ричард решил перестраховаться и расправиться с лордами-апеллянтами.
10 июля король пригласил Глостера, Арундела и Уорика на королевский банкет. Позже историк Томас Уолсингем сравнил этот банкет с пиром царя Ирода, на котором Саломея в награду за танец потребовала голову Иоанна Крестителя. Глостер и Арундел приглашение отклонили, а Уорик пришёл. После окончания пира по приказу короля Уорика схватили и заключили в Тауэр. Через несколько недель Ричард приказал схватить и Арундела, опять прибегнул к обману. Он пообещал архиепископу Кентерберийскому, брату Арундела, что с тем ничего не случится. Арундел был отправлен в заключение в замок Карисбрук на острове Уайт. Затем настала очередь герцога Глостера. Для его ареста Ричард собрал внушительную свиту, в которую вошли его единоутробный брат Джон Холланд, граф Хантингдон, и племянник, Томас Холланд, граф Кент, и ночью прибыл в замок Плеши в Эссексе, где находился герцог. Король объявил, что он прибыл к Глостеру, поскольку тот не смог сам прибыть на банкет. Герцог запросил пощады, но Ричард был твёрд, напомнив, как тот 9 лет назад отказался выполнить мольбу королевы пощадить Саймона Берли. Глостера отправили в заключение в Кале.
17 сентября 1397 года в Вестминстере собрался парламент — последний за время правления Ричарда. Он стал своеобразным зеркальным отображением «Безжалостного парламента», но теперь обвиняемыми были бывшие обвинители — Глостер, Арундел и Уорик. Порядок судебного разбирательства был тем же, что и 9 лет назад. В качестве апеллянтов выступили 8 лордов, в числе которых были единоутробные братья короля — граф Хантингдон, племянник — граф Кент, а также двоюродные братья — граф Ратленд и граф Сомерсет (узаконенный сын Джона Гонта от Екатерины Суинфорд).
Первым был вызван граф Арундел. Несмотря на то, что он отверг все обвинения и заявил, что получил от короля два прощения, ему был вынесен смертный приговор — казнь через повешение, которое король заменил на более достойную казнь — плаху. Приговор был приведён в исполнение сразу же на Тауэрском холме в присутствии графов Кента, Сомерсета и Ноттингема (зятя Арундела и бывшего соратника).
Следующим должен был предстать герцог Глостер, но парламенту сообщили, что тот умер в Кале. Никто не сомневался, что герцог был убит по приказу короля. Однако Глостера всё равно обвинили в измене и конфисковали его владения в пользу короны. Третий обвиняемый, граф Уорик, признал свою вину и умолял короля о прощении, плача, по сообщению Адама из Аска «как ничтожная старая баба». Его также приговорили к повешению, но король милостиво согласился заменить казнь на пожизненную ссылку на остров Мэн.
После расправы над лордами-апеллянтами, король вознаградил своих сторонников. Генри Болингброк, которому король простил прежнее участие в мятеже, получил титул герцога Херефорда, ещё один бывший апеллянт, Томас Моубрей, получил титул герцога Норфолка, Джон Холланд — титул герцога Эксетера, Томас Холланд — титул герцога Суррея, Эдуард Норичский — титул герцога Албемарла (Омерля). Графство Чешир и ряд других владений Арундела в Уэльсе, были присоединены к короне. 30 сентября парламент утвердил все решения и отправился на перерыв.
После перерыва парламент вновь собрался 27 января 1398 года в Шрусбери. На нём по настоянию короля и семи апеллянтов были отменены все решения «Безжалостного парламента», принятые «против желания и воли короля и ущемляющие привилегии короны». В итоге титул графа Саффолка был возвращён наследнику Майкла де Ла Поля.
Но 30 сентября Генри Болингброк, герцог Херефорд, обвинил Томаса Моубрея, герцога Норфолка, в том, что тот замышляет против короны, опасаясь расправы за участие в мятеже лордов-апеллянтов. Неизвестно, насколько были обоснованы обвинения, но король назначил специальную комиссию из 18 человек для расследования заговора, после чего 31 января распустил парламент.
29 апреля комиссия собралась в Виндзорском замке, где перед ней предстали герцоги Норфолк и Херефорд. Норфолк отказался признать, что он замышлял против короля. По его словам это было давно, и он уже получил на это королевское прощение. Однако Болингброк настаивал на своём, обвинив Норфолка в том, что тот давал королю дурные советы и повинен во многих бедах королевства, в том числе и в убийстве герцога Глостера. Он предложил подтвердить свою правоту судебным поединком.
Поединок был назначен на 17 сентябре в Ковентри. На него съехались пэры, рыцари и дамы из разных уголков Англии. Публика встретила обоих герцогов приветственными криками, причём Болингброка приветствовала более громко. Но тут неожиданно вмешался Ричард. Он не любил своего двоюродного брата и опасался, что вероятная победа герцога Херефорда сделает его самым популярным человеком в стране. Он остановил поединок, бросив свой жезл. Было объявлено, что ни один из герцогов не получит Божественного благословения, и они оба изгоняются из Англии: Болингброк на 10 лет (после смерти Джона Гонта это изгнание было заменено на пожизненное), а Моубрей — пожизненно.
В дальнейшем неразумные действия короля привели к тому, что Генри Болинброк, которого король лишил наследства, вторгся в Англию и сверг Ричарда, взойдя на престол под именем Генриха IV.